# 刘自明
刘自明（1963年6月—），河南淅川人，汉族，中国共产党党员。中华人民共和国政治人物、第十三届全国人民代表大会湖北省代表。中国桥梁建设工程师，曾任中铁大桥局集团董事长。

## 生平
2018年，刘自明被选为湖北省出席第十三届全国人民代表大会代表